# Bartolommeo Veneto

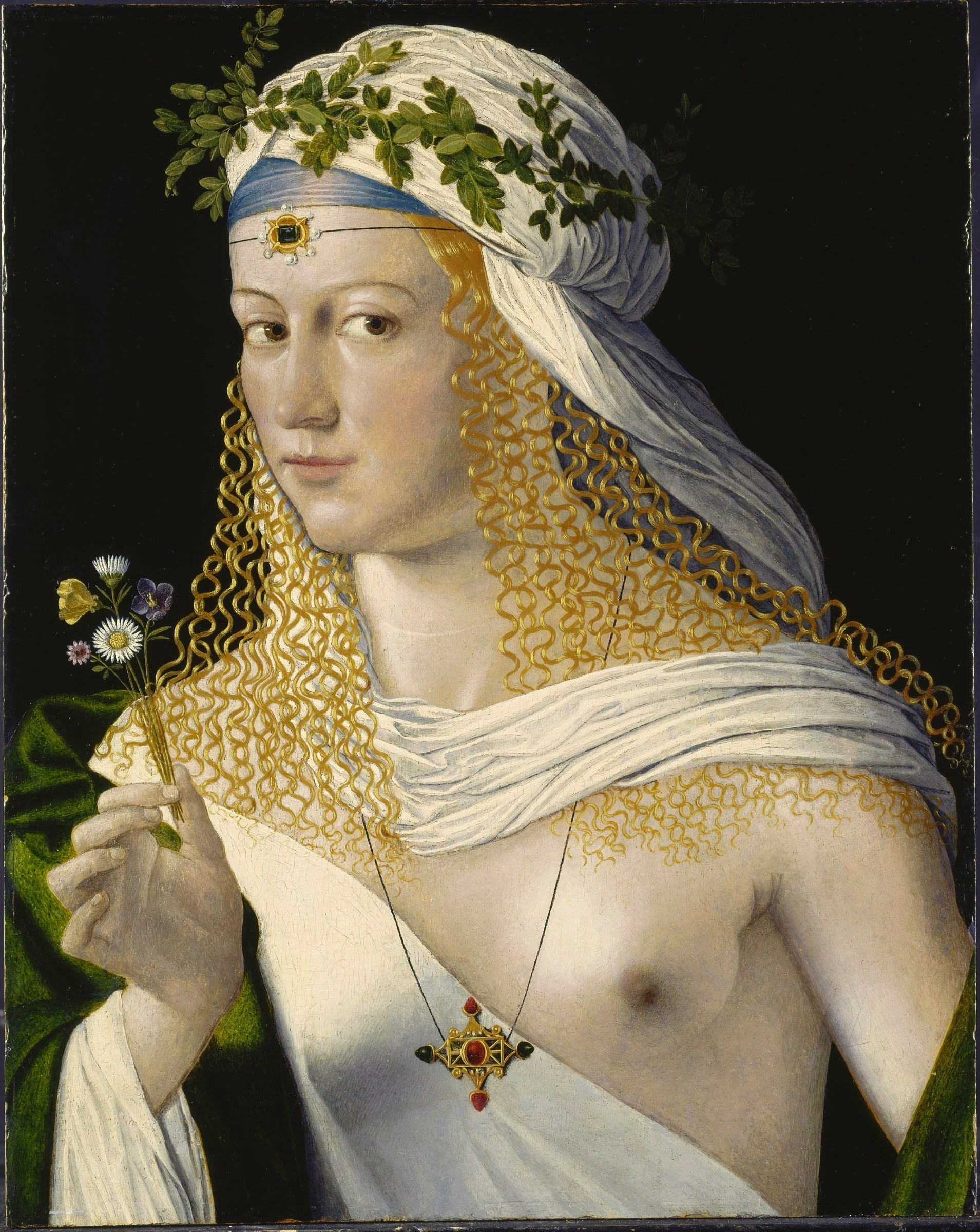
Suposat retrat de Lucrècia Borgia, pintat per Bartolommeo Veneto. Institut Städel de Frankfurt.

Bartolommeo Veneto (n. Venècia?, actiu entre 1502 i 1555) va ser un pintor italià. Autor de biografia mal coneguda i ignorat per molt temps, va merèixer l'atenció dels historiadors en el segle xix.
Va ser deixeble de Gentile Bellini a Venècia i va estudiar les novetats de Dürer, que va residir en la ciutat cap a 1506. Va treballar en la cort de Ferrara i en altres llocs. Va absorbir, per tant, la influència de pintors llombards.
Recentment s'ha suggerit que Veneto va col·laborar amb Rafael Sanzio en el mural de La missa de Bolsena, de les Estades del Vaticà (Estades de Rafael). Entre les seves obres més destacades, sobresurt el Retrat d'home amb sabre de la Galeria Nacional d'Art Antic de Roma (Palau Barberini), antany atribuït a Leonardo da Vinci i Hans Holbein el Jove.
Les figures del cavaller i el soldat visibles en el paisatge estan copiades d'un gravat de Dürer de 1496. Un altre Retrat d'home es conserva en el Museu Thyssen-Bornemisza, i sobretot és rellevant el Suposat retrat de Lucrècia Borgia, de l'Institut Städel de Frankfurt, no només per la seva presumpta identitat sinó també per la seva audaç nu i el seu refinamento artístic.